# Faida di Seminara
La faida di Seminara è una faida scoppiata tra le 'ndrine dei Gioffrè e dei Pellegrino, a Seminara, in provincia di Reggio Calabria, tra il 1971 ed il 1976 con un bilancio di 16 morti e 26 feriti.
Tutto comincia quando Giuseppe Frisina , parente dei Pellegrino,  in Piazza Vittorio Emanuele III, a Seminara, ferisce alla gola Giuseppe Gioffrè a seguito di una offesa verbale.
Una seconda faida è scoppiata tra le 'ndrine dei De Certo e dei Ferraro tra il 1985 e il 1997 provocando altrettanti morti e feriti.

## Eventi
Questa lista è suscettibile di variazioni e potrebbe essere incompleta o non aggiornata.

- Il 10 ottobre 1971 viene ferito Michele Antonio Pellegrino[1].
- Il 17 ottobre 1971 viene ferito in località "Ponte vecchio" di Palmi Rocco Pellegrino che morirà 3 mesi dopo in ospedale[1].
- Il 17 ottobre 1971 viene ucciso Antonio Pietropaolo, reo di aver facilitato la fuga a Giuseppe Frisina[1].
- Il 14 novembre 1971 viene ucciso in Piazza Vittorio Emanuele III anche Domenico Gallico in quanto testimone oculare dell'omicidio di Pietropaolo[1].
- Il 21 novembre 1971 muore Gaetano Giuseppe Gioffrè  per mano di Salvatore Pellegrino[1].
- Il 23 novembre 1971 Salvatore Pellegrino si presenta con un mitra  nascosto sotto un lungo cappotto invernale al funerale di Gaetano Giuseppe Gioffrè mettendo in fuga i presenti che lasceranno la bara sul luogo della sua apparizione[1].
- Il 19 marzo del 1972 viene ucciso il boss Domenico Gioffrè sempre per mano di Salvatore Pellegrino[1].
- Il 22 marzo 1972 subito dopo i funerali di Domenico Gioffrè viene ucciso Pietro Pellegrino, fratello di Salvatore per mano di Vincenzo Gioffrè, figlio di Gaetano Giuseppe[1].
- Il 16 giugno 1972 muore Rocco Surace, colui che aveva soccorso Rocco Pellegrino il 17 ottobre del 1971[1].
- Il 1º novembre 1972 viene ucciso in contrada "Santa Venere" all’incrocio con Via Nord (odierna Via Falcone & Borsellino) un altro Domenico Gioffrè (omonimo del boss)[1].
- Il 26 gennaio 1973 viene uccisa Francesca Bardo vedova di Rocco Pellegrino[1].
- Il 7 agosto 1973 Salvatore Pellegrino ferisce Jolanda Gioffrè, figlia di Antonino, mentre si trovava nella sua abitazione.
- Il 18 ottobre 1973 viene ferito Michele Antonio Pellegrino nella strada che va da Seminara a Palmi[1].
- L'11 settembre 1974 viene ucciso per sbaglio Giuseppe Bruno, il neonato di 18 mesi di Alfonso Bruno mentre era in braccio del padre[1].
- Il 26 ottobre 1974 all'alba la polizia arresta Rocco Gioffrè ed i nipoti Giuseppe e Rocco Gioffrè[1].
- Il 26 ottobre 1974 viene ucciso Alfonso Bruno in via Roma a Bagnara[1].
- Il 10 febbraio 1975 viene ucciso Carmine Pellegrino[1]
- Il 16 dicembre 1976 viene arrestato Salvatore Pellegrino[1].